# Rodrigo Ideus
Rodrigo Ideus (ur. 7 marca 1987 r. w Reading) – kolumbijski wioślarz, reprezentant Kolumbii w wioślarskiej jedynce podczas Letnich Igrzysk Olimpijskich w Pekinie.

## Osiągnięcia
- Mistrzostwa Świata Juniorów – Banyoles 2002 – jedynka – 25. miejsce[1].
- Mistrzostwa Świata Juniorów – Brandenburg 2005 – jedynka – 26. miejsce[1].
- Mistrzostwa Świata – Eton 2006 – dwójka podwójna wagi lekkiej – 25. miejsce[1].
- Mistrzostwa Świata – Monachium 2007 – jedynka wagi lekkiej – 19. miejsce[1][2].
- Igrzyska Olimpijskie – Pekin 2008 – jedynka – 27. miejsce[1][2].